# Chestnut Grove, Quận Lancaster, Virginia
Chestnut Grove là một cộng đồng chưa hợp nhất tại các hạt Lancaster và Northumberland thuộc bang Virginia của Hoa Kỳ.